# GEOS (ESA)
GEOS (Geostationary Earth Orbit Satellite) — программа Европейского Космического Агентства (ЕКА, англ. ESA), включавшая первый спутник на геостационарной орбите, который служил исключительно научным целям. По терминологии НАСА, которое отвечало за запуск спутников, эти спутники также имели название ESA-GEOS, чтобы отличать их от спутников одноимённой программы НАСА GEOS.
Задачами спутников были измерения электрического и магнитного полей, взаимодействия плазмы с магнитным полем, а также распределение энергии и угловых зарядов заряженных частиц (электронов и ионов) на геостационарной орбите.
Спутники имели цилиндрическую конструкцию высотой 1,32 м. Без топлива они весили 274 кг каждый. На орбите они развернули четыре стрелы длиной 2,5 м, две опоры для кабеля длиной 20 м и две запираемые опоры длиной 3 м для различных датчиков. Для предотвращения электростатических зарядов 96 % поверхности спутников было электропроводным.
Оба спутника были идентичны, за исключением незначительных модификаций некоторых экспериментов.

### Спутники в программеESA-GEOS
- GEOS 1 (до запуска GEOS A) был запущен 20 апреля 1977 с мыса Канаверал в космос ракетой Delta-2914. Неисправность ракеты Delta привела к невозможности достижения геостационарной орбиты. Но часть экспериментов на высокой эллиптической орбите высотой 2682-38475 км с 12-часовым периодом и 26,6° углом наклона орбиты, все ещё могла быть осуществлена.[1].
- GEOS 2 (до запуска GEOS B) был успешно запущен 14 июля 1978 с мыса Канаверал ракетой Delta-2914 и затем расположен в 37° к востоку от экватора.[1]